# Ruta nacional PE-1

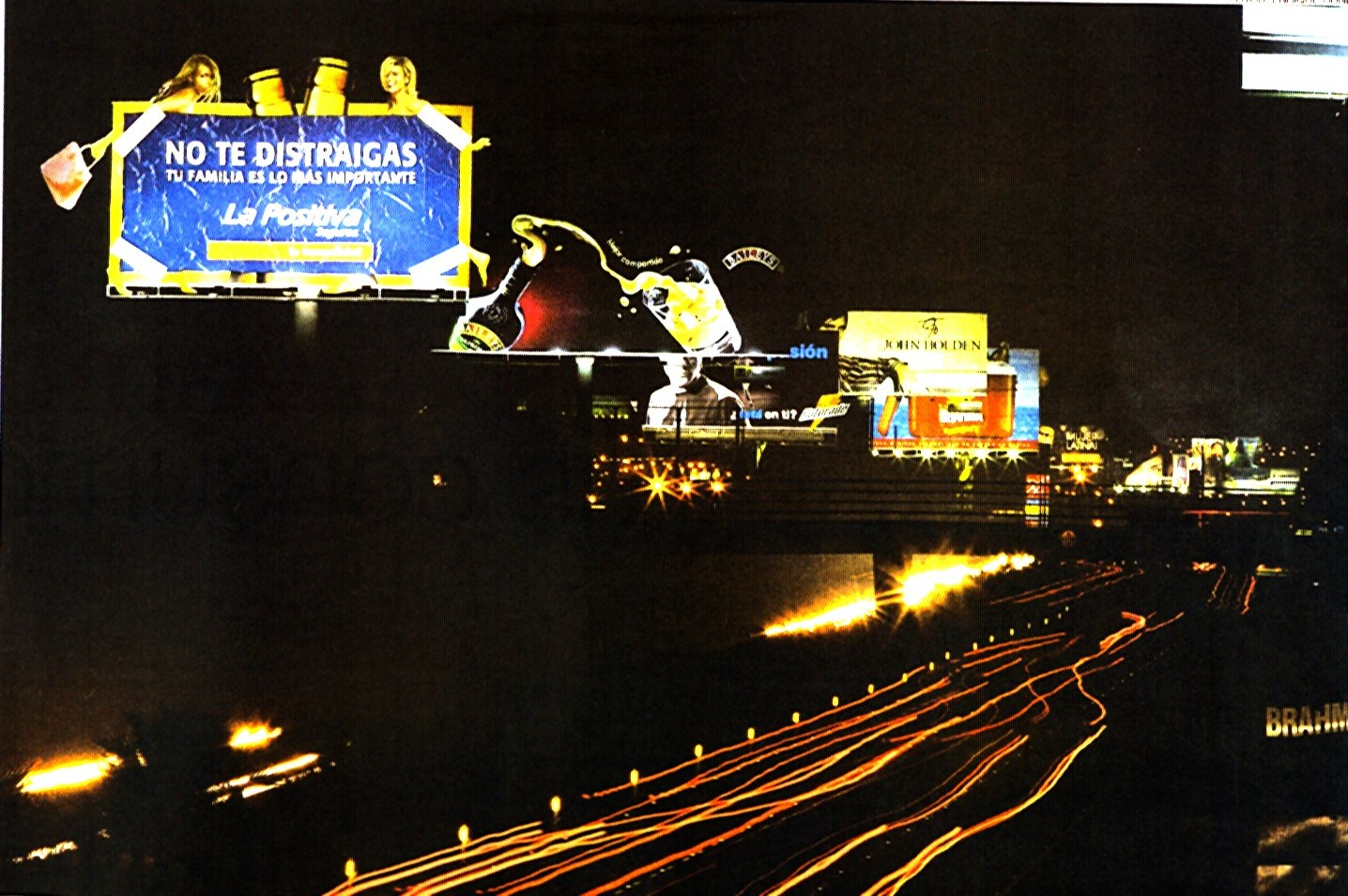
Panamericana Sur nei dintorni di Lima.

La ruta nacional PE-1 (PE-1) è il tratto della strada Panamericana che percorre tutta la costa del Perù.
È totalmente asfaltata e, in alcuni tratti, attraversa zone desertiche lungo la costa dell'oceano Pacifico.
La ruta nacional PE-1 si divide in due parti che collegano la città di Lima al nord del paese (Panamericana Norte, PE-1N) e al sud del paese (Panamericana Sur, PE-1S).
Il km 0 della PE-1 corrisponde all'intersezione tra la Carretera Central con la Vía de Evitamiento a Lima, una grande autostrada che collega i due quartieri Cono Nord e Cono Sud della metropoli.

## Panamericana Norte (PE-1N)
Verso nord, l'autostrada continua dalla città di Lima verso il Paramonga per poi diventare una normale strada che prosegue fino all'estremo nord del paese (Regione di Tumbes) e al confine con l'Ecuador.
Tra Lima e Huacho ci sono due varianti della Panamericana Norte chiamate Serpentín de Pasamayo; la prima si inerpica sulle montagne di fronte al mare ed è percorsa dai mezzi pesanti; la seconda, più lunga, passa nelle vicinanze della valle di Huaral.
Da Chiclayo a Piura si dirama in due varianti: una interna che passa per Chulucanas ed una lungo la costa passa per Catacaos.
Nel territorio ecuadoriano la strada prosegue fino ai territori di Cuenca e Quito.
Nel 2007 il presidente Alan García ha lanciato il progetto di costruzione dell'autostrada El Sol volto ad estendere l'autostrada fino alla regione di Piura.
La Panamericana Norte attraversa le regioni di (ordine nord-sud):
- Tumbes
- Piura
- Lambayeque
- La Libertad
- Ancash
- Lima

## Panamericana Sur (PE-1S)
Verso sud, l'autostrada parte da Lima e si estende fino a Cerro Azul nella provincia di Cañete. Attualmente si sta costruendo il proseguimento dell'autostrada fino alla città di Ica.
Nella provincia di Palpa (Ica), tra i distretti di Santa Cruz e Rio Grande, esisteva un tratto di 10 km che aveva due tunnel ed una curva molto pericolosa nei pressi di un burrone (Caminos del Inca). Visto l'alto numero di incidenti che avveniva in questo tratto di strada (il secondo per pericolosità del Perù), negli anni novanta fu costruita una variante di 25 km, più lunga, ma molto più sicura.
Dalla città di Arequipa parte una diramazione verso la città di La Paz (Bolivia).
Nel territorio Cileno la strada prosegue fino alle città di Arica e Antofagasta.
La Panamericana Sur attraversa le regioni di (ordine nord-sud):
- Lima
- Ica
- Arequipa
- Moquegua
- Tacna